# Gabriella Paruzzi
Gabriella Paruzzi, née le 21 juin 1969 à Udine, est une skieuse de fond italienne
Gabriella Paruzzi est la seule athlète Italienne qui a gagné cinq médailles olympiques dans cinq Olympiades consécutives de 1992 à 2006. Quatre fois la médaille de bronze avec l'équipe et une fois la médaille d'or individuelle en 2002 du 30 km devant l'autre Italienne Stefania Belmondo. Elle n'a jamais remporté de médaille individuelle dans les Championnats du monde, mais cinq médailles en équipe : trois médailles d'argent et deux médailles de bronze.
Elle a gagné quatre étapes de la Coupe du monde dans sa carrière, plus le classement général de la coupe du monde en 2004 devant Marit Bjørgen. Elle a terminé sa carrière sportive en 2006.

## Palmarès

### Jeux olympiques d'hiver
- Jeux olympiques de 1992 à Albertville ( France) : 
  -  Médaille de bronze sur le relais 4 × 5 km (Italie).
- Jeux olympiques de 1994 à Lillehammer ( Norvège) : 
  -  Médaille de bronze sur le relais 4 × 5 km (Italie).
- Jeux olympiques de 1998 à Nagano ( Japon) : 
  -  Médaille de bronze sur le relais 4 × 5 km (Italie).
- Jeux olympiques de 2002 à Salt Lake City ( États-Unis) : 
  -  Médaille d'or sur le 30 km.
- Jeux olympiques de 2006 à Turin ( Italie) : 
  -  Médaille de bronze sur le relais 4 × 5 km (Italie).

### Championnats du monde
- Championnats du monde de 1991 à Val di Fiemme ( Italie) :
  -  Médaille d'argent sur le relais 4 × 5 km (Italie).
- Championnats du monde de 1993 à Falun ( Suède) :
  -  Médaille d'argent sur le relais 4 × 5 km (Italie).
- Championnats du monde de 1999 à Ramsau ( Autriche) :
  -  Médaille d'argent sur le relais 4 × 5 km (Italie).
- Championnats du monde de 2001 à Lahti ( Finlande) :
  -  Médaille de bronze sur le relais 4 × 5 km (Italie).
- Championnats du monde de 2005 à Oberstdorf ( Allemagne) :
  -  Médaille de bronze sur le relais 4 × 5 km (Italie).

### Coupe du monde
- Vainqueur du classement général de la Coupe du monde en 2004.
  - 18 podiums en épreuve individuelle dont 4 victoires.
  - 20 podiums en épreuve par équipes dont 2 victoires.

(État au 17 février 2006)

#### Détail des victoires individuelles
| Date            | Lieu                 | pays       | Compétition                                                           |
| --------------- | -------------------- | ---------- | --------------------------------------------------------------------- |
| 13 janvier 2001 | Soldier Hollow       | États-Unis | 4x5 km (avec Sabina Valbusa, Cristina Paluselli et Stefania Belmondo) |
| 3 mars 2002     | Lahti                | Finlande   | Sprint a squadre TL (avec Sabina Valbusa)                             |
| 10 mars 2002    | Falun                | Suède      | 4x5 km (avec Sabina Valbusa, Cristina Paluselli et Stefania Belmondo) |
| 16 mars 2003    | Lahti                | Finlande   | 10 km TL                                                              |
| 25 octobre 2003 | Düsseldorf           | Allemagne  | Sprint TL                                                             |
| 17 janvier 2004 | Nové Město na Moravě | Tchéquie   | 10 km TC                                                              |
| 25 janvier 2004 | Val di Fiemme        | Italie     | 70 km TC MS                                                           |

Légende :

TC = classique

TL = libre

MS = départ en masse

HS = départ avec handicap

PU = poursuite